# 美國職業棒球大聯盟
美國職業棒球大聯盟（英語：Major League Baseball），通稱美國職棒大聯盟，簡稱美國職棒或大聯盟，是目前世界上最高水準的職業棒球賽事，由29支來自美國各地的球隊以及1支加拿大的球隊（多倫多藍鳥）組成。
美國職棒大聯盟由1876年成立的國家聯盟與1901年成立的美國聯盟所組成，在1903年時兩個聯盟達成協議，正式承認彼此在美國職業棒球的對等地位並共同成立大聯盟。2000年兩者進一步合併且撤除各自的行政單位，由雙方認定的大聯盟主席負責統一管理。
美國聯盟在1973年實行指定打擊制度，國家聯盟則於2022年才開始全面實施指定打擊制度。
大聯盟下級有各級美國職業棒球小聯盟（MiLB），簡稱小聯盟。

## 歷史

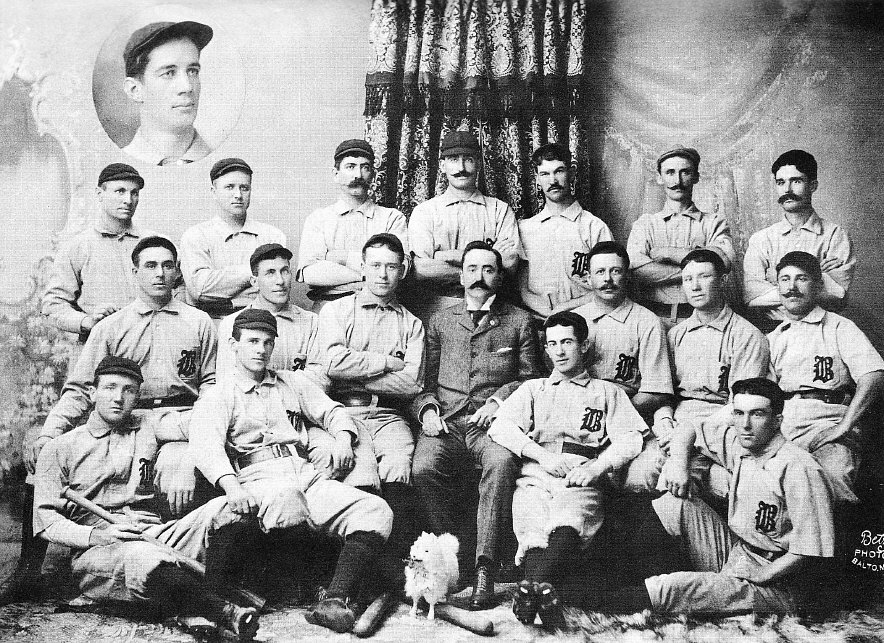
國家聯盟時期的巴爾的摩金鶯隊

棒球是美國發展最早的職業運動，第一個職業聯盟國家協會（National Association，1871年—1875年）成立於1871年，但由於草創時期問題叢生，五年後由現今的國家聯盟接手。國家聯盟將經營球隊的權力全部收回資方所有，因此球員的權利沒有任何保障，國聯的壟斷市場造成不斷有挑戰國聯的聯盟誕生，這些新聯盟吸收了被國聯開除的球員和教練，引進更多新的創意以吸引球迷。在目前大聯盟架構穩定以前，共有四個短命的職業聯盟，成立的先後依序為美國協會（American Association，1882年—1891年）、 聯合協會（Union Association，1884年）、球員聯盟（Player League，1890年）和聯邦聯盟（Federal League，1914年—1915年）。

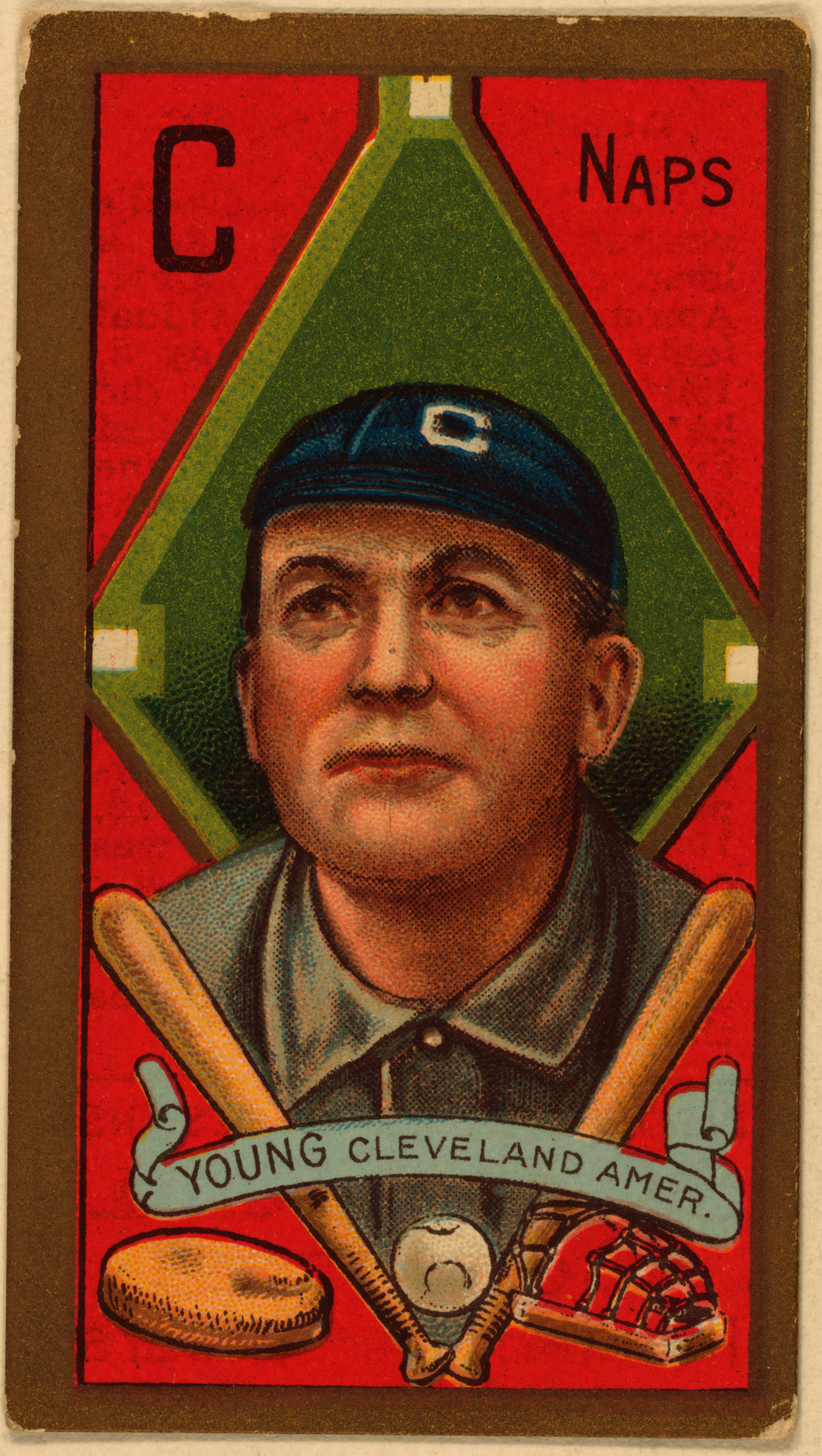
1911年時賽·揚的球員卡

目前大聯盟的另一支柱─美國聯盟則成立於1901年，當時由於國家聯盟經營不善，由十二隊縮編為八隊，分別是：波士頓食豆人（Boston Beaneaters，今亞特蘭大勇士）、布魯克林超霸（Brooklyn Superbas，今洛杉磯道奇）、芝加哥孤兒（Chicago Orphans，今芝加哥小熊）、辛辛那提紅人、紐約巨人（New York Giants，今舊金山巨人）、費城費城人、匹茲堡海盜和聖路易紅雀。大量裁減球員和教練的結果，使得另一聯盟開始有了生存空間，美聯吸收了這些被釋出的資源也成立了八支球隊，其中五隊設在沒有國聯球隊的城市，分別是巴爾的摩金鶯（Baltimore Orioles，今紐約洋基）、克里夫蘭藍（Cleveland Blues，今克里夫蘭守護者）、底特律老虎、密爾瓦基釀酒人（Milwaukee Brewers，今巴爾的摩金鶯）和華盛頓參議員（Washington Senators，今明尼蘇達雙城），另三隊實力較強則與國聯競爭球迷：波士頓朝聖者（Boston Somersets，今波士頓紅襪）、 芝加哥白長襪（Chicago White Stockings，今芝加哥白襪）和費城運動家（Philadelphia Athletics，今運動家）。
二年後，美聯的觀眾總人數竟然開始高過國聯。由於美聯不斷以高薪吸引國聯球星跳槽，國聯為了避免二敗俱傷，答應與美聯和談，1902年底，二聯盟召開「辛辛那提會議」統一了賽制、規則和管理，也開始舉行所謂的「世界大賽」，由二聯盟的冠軍對抗爭取總冠軍。

### 賽制的演變和新球隊的加入
在1969年以前，二個聯盟分別舉行比賽，由例行賽戰績直接決定聯盟冠軍，二個聯盟冠軍舉行七戰四勝制的世界大賽。隨著1960年代八支新球隊的加入，分別是：1961年的洛杉磯天使和華盛頓參議員（今德州遊騎兵）；1962年的休士頓45手槍（今休士頓太空人）和紐約大都會以及1969年蒙特婁博覽會（今華盛頓國民）、聖地牙哥教士、堪薩斯市皇家和西雅圖飛行員（今密爾瓦基釀酒人），每個聯盟從八隊增加到十二隊，為了增加比賽的可看性和張力，大聯盟把季後賽改為二輪。首先，先大略依地理位置把各聯盟分成東西區各六支球隊，依例行賽的成績決定各分區的冠軍，第一輪稱為聯盟冠軍戰，由二聯盟的東西區冠軍分別交手（七戰四勝制），勝者即為聯盟冠軍，晉級第二輪（仍稱作世界大賽）。
大聯盟實施分區制之後有三次增加新球隊的動作：
- 1977年：西雅圖水手、多倫多藍鳥
- 1993年：科羅拉多落磯、佛羅里達馬林魚（今邁阿密馬林魚）
- 1998年：亞利桑那響尾蛇、坦帕灣魔鬼魚（今坦帕灣光芒）

1994年，球隊總數已達28支，每個分區各有七支球隊，大聯盟重新再修訂了季後賽賽制，改為三輪（參見季後賽第一節），並把分區改成每個聯盟三區（東區、中區和西區），使得球隊所屬分區能完全符合所在地的地理位置。可惜的是，當年發生了大聯盟球員大罷工，並導致世界大賽流產，使得這些新制度到1995年球季才正式實行。
2011年MLB大聯盟新協議內容變動部分，包括檢驗血液中人類生長激素，2012年擴大季後賽制改為四輪十隊角逐，以及休士頓太空人於2013年從國聯中區轉至美聯西區，使得二聯盟各有十五隊而造成除星期一、四外均排有跨聯盟比賽（球隊休兵日均排在星期一和四）。
2022年MLB大聯盟新協議內容變動，包括擴大季後賽制改為四輪12隊角逐。
2023年MLB大聯盟新協議內容變動，新增了數項限制，這些限制包括：
1.限制投手在每次投球中間（也就是對付完一名打者）沒有任何跑者推進一個壘包時的牽制次數上限為三次（當壘上任何跑者推進至少一個壘包時，此部分的次數將重計），若在此牽制次數內沒有額外抓到一個壘包上的出局數將會使壘上所有跑者自動推進一個壘包。
2.打者在同一次打擊只能叫一次的暫停（也就是退出打擊區的機會）。
3.除天候導致延賽或投手受傷外，投手在同一局內每次上場至少須面對三名打者（包含故意四死球）才可更換新投手。
4.開放投手、捕手使用跟彼此通訊有關的電子設備。
5.若先發投手在非天候導致延賽、於比賽過程中受傷、比數差距大於六分、總用球數多於百球、每局平均用球數多於三十球以外之情況未投滿三局，或每局平均用球數少於二十球以外之情況未投滿五局，該隊投手將會需要上場打擊，反之則可使用指定打擊之規定（此項制度仍在進行最終實驗階段，預計隔年上路）。
6.野手（不含投打皆備的雙向選手）需於以下三種情況至少之一發生時才可上場投球，這些情況包括：(1) 比賽進入第十局之後的延長賽階段(2)落後方於比賽過程任何時間至少落後八分以上(3)領先方在第九局時至少領先十分以上。
7.投手、打者準備時間限制：若打者未能在八秒內進入打擊區，或者是在同一次打擊叫第二次暫停，將會自動被記一好球，投手未能在壘上無人時於十五秒內，或在壘上有人時於二十秒內向打者投球將會自動被記一壞球。
8.打者跟打者之間、局跟局之間的秒數上限：在這二項中，前者的間隔限制時間為三十秒，後者則為二分十秒，若未在此時限內準備完成，將會自動記一個人上壘並使壘包上的所有跑者推進一個壘包或額外多記一個出局數。
9.除了本壘以外的壘包由15吋加大至18吋，以便增加打者、跑者的上壘率，順便藉此減少在跑壘時發生的撞擊受傷率。
10.內野防守人員需平均分配於二壘壘包雙側（也就是內野守備人員需要各配置二個於二壘壘包雙側），同時一壘手、二壘手必須於投手投球時停留於一壘至二壘之間的範圍，游擊手、三壘手則必須於投手投球時停留於二壘至三壘之間的範圍，二壘手與游擊手在投手投球時彼此位置不可交換，若違反將會自動記一壞球，
11.於小聯盟進行有關防守人員不可站於以二壘板為中心的一塊三角形區域內的實驗（此項制度預計隔年套用至大聯盟中）。
12.在投球進行時，內野手的雙腳必須都踩在內野區域中，不可踏至外野區，若違反則會使壘上所有跑者自動推進一個壘包。
13.教練提出挑戰的時間限制為十五秒，若教練超過此時間才進行挑戰，任何挑戰將都會被駁回（不計入挑戰失敗的次數），另外除了跟全壘打有關的挑戰外，同一隊教練在同場比賽中僅有一次挑戰失敗的機會，超過此次數將會失去挑戰機會。
14.將球季休兵日從原定不排有跨聯盟比賽的每週一與週四，增加至原本的週一與週四外，整季中少數週日、週五甚至除了明星賽以及明星賽的前後一天以外的週二、週三亦為部分球隊休兵日，這幾天均可能會排有跨聯盟賽事。
2024年MLB大聯盟新協議內容變動，再次新增了數項規則限制，這些規則限制包括：
1.再次縮短投手準備時間限制，將投手於壘上有人的準備時間從20秒縮短為18秒（若投手未能在壘上有人時於十八秒內向打者投球將會自動被記一壞球）。
2.將教練在每場比賽中叫暫停的上限總次數從五次減少為四次（第九局將額外獲得一次機會，延長賽另計）。
3.將投球計時器的啟動設定為投手接到回傳球之後，以避免投手藉由任意走動來延緩投球計時器的開始。
4.當投手上丘進行開局熱身時，必須得交手至少一名打者後才得以退場。
5.將本壘到一壘跑壘路徑加大，從三呎線向內延伸至內野草地為止，皆屬不妨礙守備的合法範圍。

### 第二次危機－1994年大罷工
1994年發生的這場罷工事件，最後嚴重到把當年的世界大賽都取消，隔年季賽也被迫縮減，這場罷工事件不僅讓大聯盟的聲望跌落到谷底，也讓棒球在1990年在美國三大運動中排名落後美式足球联盟，更慘的是球迷的反彈完全反應在票房上，各隊的觀眾人數在之後的一、兩年內都未見起色（尤其是在加拿大的兩支隊伍受影響最大，最終造成2004年蒙特婁博覽會出走搬移到華盛頓特區），也是讓大聯盟採取多項變革措施（譬如跨聯盟比賽），來挽回球迷的心。
1994年大聯盟大罷工，起因是因為球員資金上限（salary cap）談判破裂，其實聯盟、球隊老闆、球員（與工會）三方面都有責任，這並不單純用誰貪心、誰獅子大開口、誰想壓榨誰來評論，有些美國的棒球評論家把這歸咎於自由市場制度下的必然產物。

### 球員技術大進化
1990年代末期到2000年代初期間，每年都有不少打者打出至少40支全壘打，最著名的是1998年馬克·麥奎爾和薩米·索薩的全壘打競爭，最後由麥奎爾以70支勝出（索薩有66支），但雙雙打破原本由羅傑·馬利斯保持的61支紀錄。2001年，貝瑞·邦茲打出73支全壘打成為目前的紀錄。可惜的是，這些強力打者當中有些人服用類固醇或其他增加肌力的禁藥（包括馬克·麥奎爾、荷西·坎塞柯、貝瑞·邦茲及艾力士·羅德里奎茲）或增加球棒彈性的夾心棒（如索薩），使得這些打者紀錄蒙上一層陰影。由於打者愈來愈強，投手們被迫繼續研究不同的變化球來擾亂打者節奏，從1950、1960年代的滑球，1970到1990年代的指叉快速球和1990年代後的變速球大復活，造就了有不同特色的投手球星。

### 全球化的大聯盟
大聯盟的高薪和競爭強度吸引全世界棒球好手的參與。除了各球團原本在拉丁美洲地區的人才庫以外，棒球運動興盛的東亞地區也成為大聯盟各隊球探注目焦點。日本和美國職業棒球聯盟交流已行之有年，常舉辦交流賽。日本棒球機構為了保護日本職棒球團的利益，與大聯盟協商出「入札制度」。與日本球團有合約的球員如果想要到大聯盟發展，大聯盟球隊必須補償原日本球團一筆轉隊費，即「入札金」。以此制度跳槽至大聯盟的日本球員已近20人。南韓和臺灣職棒球團尚未有類似制度，大聯盟僅能和未有合約在身的自由球員簽約。臺灣學生棒球聯盟另有規定高中學生未畢業不得與大聯盟簽約。大聯盟的外籍選手仍以拉丁美洲為主，但東亞的棒球選手近年來已開始發光發熱，如臺灣的陳金鋒、王建民、郭泓志、倪福德、李振昌、曹錦輝、陳偉殷、林哲瑄、羅嘉仁、王維中、林子偉、張育成等。大聯盟亦不定期到東亞舉辦熱身賽（2008年中國大陸、2010年臺灣）或季賽開幕戰，2008年於日本東京巨蛋：由奧克蘭運動家出戰波士頓紅襪跟同於2012年於一樣在日本東京巨蛋：由奧克蘭運動家出戰西雅圖水手，2013年於澳大利亞雪梨板球場：由洛杉磯道奇出戰亞利桑那響尾蛇。

## 球隊
目前聯盟共計三十支球隊，國家聯盟與美國聯盟各有十五隊，此外，二聯盟依地理區域各分為三區，每區各五支球隊。各區的冠軍及各聯盟非分區冠軍戰績最佳的三支球隊（即外卡）可參加季後賽。各隊除了本隊之外另附有六至九支不同等級的小聯盟球隊（俗稱農場），用於培養新秀及復健傷兵之用。
| 分區     | 隊伍                                | 區域/城市                                      | 主場                                             | 球場地面     | 座標                                                      | 成立時間        | 加入時間        |
| 美國聯盟 | 美國聯盟                            | 美國聯盟                                       | 美國聯盟                                         | 美國聯盟     | 美國聯盟                                                  | 美國聯盟        | 美國聯盟        |
| -------- | ----------------------------------- | ---------------------------------------------- | ------------------------------------------------ | ------------ | --------------------------------------------------------- | --------------- | --------------- |
| 東區     | 巴爾的摩金鶯 Baltimore Orioles      | 馬里蘭州巴爾的摩 Baltimore, Maryland           | 金鶯公園 Oriole Park                             | 草地球場     | 39°17′2″N 76°37′18″W / 39.28389°N 76.62167°W              | 1894年          | 1901年          |
| 東區     | 波士頓紅襪 Boston Red Sox           | 麻薩諸塞州波士頓 Boston, Massachusetts         | 芬威球場 Fenway Park                             | 草地球場     | 42°20′47″N 71°5′51″W / 42.34639°N 71.09750°W              | 1901年          | 1901年          |
| 東區     | 紐約洋基 New York Yankees           | 紐約州紐約市 New York City, New York           | 新洋基球場 Yankee Stadium                        | 草地球場     | 40°49′45″N 73°55′35″W / 40.82917°N 73.92639°W             | 1901年          | 1901年          |
| 東區     | 坦帕灣光芒 Tampa Bay Rays           | 佛羅里達州聖彼德斯堡 Saint Petersburg, Florida | 喬治·史坦布瑞納球場 George M. Steinbrenner Field | 人工草皮球場 | 27°58′49″N 82°30′24″W / 27.98028°N 82.50667°W             | 1998年          | 1998年          |
| 東區     | 多倫多藍鳥 Toronto Blue Jays        | 安大略省多倫多 Toronto, Ontario                | 羅傑斯中心 Rogers Centre                         | 人工草皮球場 | 43°38′29″N 79°23′21″W / 43.64139°N 79.38917°W             | 1977年          | 1977年          |
| 中區     | 芝加哥白襪 Chicago White Sox        | 伊利諾州芝加哥 Chicago, Illinois               | 租借球場 Rate Field                              | 草地球場     | 41°49′48″N 87°38′2″W / 41.83000°N 87.63389°W              | 1894年          | 1901年          |
| 中區     | 克里夫蘭守護者 Cleveland Guardians  | 俄亥俄州克里夫蘭 Cleveland, Ohio               | 進步球場 Progressive Field                       | 草地球場     | 41°29′45″N 81°41′7″W / 41.49583°N 81.68528°W              | 1894年          | 1901年          |
| 中區     | 底特律老虎 Detroit Tigers           | 密西根州底特律 Detroit, Michigan               | 聯信球場 Comerica Park                           | 草地球場     | 42°20′21″N 83°2′55″W / 42.33917°N 83.04861°W              | 1894年          | 1901年          |
| 中區     | 堪薩斯市皇家 Kansas City Royals     | 密蘇里州堪薩斯市 Kansas City, Missouri         | 考夫曼體育場 Kauffman Stadium                    | 草地球場     | 39°3′5″N 94°28′50″W / 39.05139°N 94.48056°W               | 1969年          | 1969年          |
| 中區     | 明尼蘇達雙城 Minnesota Twins        | 明尼蘇達州明尼亞波利斯 Minneapolis, Minnesota  | 標靶球場 Target Field                            | 草地球場     | 44°58′54″N 93°16′42″W / 44.98167°N 93.27833°W             | 1894年          | 1901年          |
| 西區     | 休士頓太空人 Houston Astros         | 德克薩斯州休士頓 Houston, Texas                | 大金球場 Daikin Park                             | 草地球場     | 29°45′25″N 95°21′20″W / 29.75694°N 95.35556°W             | 1962年 （國聯） | 2013年 （美聯） |
| 西區     | 洛杉磯天使 Los Angeles Angels       | 加利福尼亞州安納罕 Anaheim, California         | 安那罕天使球場 Angel Stadium                     | 草地球場     | 33°48′1″N 117°52′58″W / 33.80028°N 117.88278°W            | 1961年          | 1961年          |
| 西區     | 運動家 Athletics                    | 加利福尼亞州沙加緬度 Sacramento, California    | 薩特健康球場 Sutter Health Park                  | 草地球場     | 38°34′49.34″N 121°30′49.68″W / 38.5803722°N 121.5138000°W | 1901年          | 1901年          |
| 西區     | 西雅圖水手 Seattle Mariners         | 華盛頓州西雅圖 Seattle, Washington             | T-Mobile球場 T-Mobile Park                       | 草地球場     | 47°35′29″N 122°19′57″W / 47.59139°N 122.33250°W           | 1977年          | 1977年          |
| 西區     | 德州遊騎兵 Texas Rangers            | 德克薩斯州阿靈頓 Arlington, Texas              | 全球人壽球場 Globe Life Field                    | 人工草皮球場 | 32°45′5″N 97°4′58″W / 32.75139°N 97.08278°W               | 1961年          | 1961年          |
| 國家聯盟 |                                     |                                                |                                                  |              |                                                           |                 |                 |
| 東區     | 亞特蘭大勇士 Atlanta Braves         | 喬治亞州亞特蘭大 Atlanta, Georgia              | Truist球場 Truist Park                           | 草地球場     | 33°53′24″N 84°28′4.8″W / 33.89000°N 84.468000°W           | 1871年          | 1876年          |
| 東區     | 邁阿密馬林魚 Miami Marlins          | 佛羅里達州邁阿密 Miami, Florida                | 龍帝霸公園球場 loanDepot park                    | 人工草皮球場 | 25°46′41″N 80°13′11″W / 25.77806°N 80.21972°W             | 1993年          | 1993年          |
| 東區     | 紐約大都會 New York Mets            | 紐約州紐約市 New York City, New York           | 花旗球場 Citi Field                              | 草地球場     | 40°45′25″N 73°50′45″W / 40.75694°N 73.84583°W             | 1962年          | 1962年          |
| 東區     | 費城費城人 Philadelphia Phillies    | 賓夕法尼亞州費城 Philadelphia, Pennsylvania    | 市民銀行球場 Citizens Bank Park                  | 草地球場     | 39°54′21″N 75°9′59″W / 39.90583°N 75.16639°W              | 1883年          | 1883年          |
| 東區     | 華盛頓國民 Washington Nationals     | 華盛頓哥倫比亞特區華盛頓 Washington, D.C.      | 國民球場 Nationals Park                          | 草地球場     | 38°52′22″N 77°0′27″W / 38.87278°N 77.00750°W              | 1969年          | 1969年          |
| 中區     | 芝加哥小熊 Chicago Cubs             | 伊利諾州芝加哥 Chicago, Illinois               | 瑞格利球場 Wrigley Field                         | 草地球場     | 41°56′54″N 87°39′20″W / 41.94833°N 87.65556°W             | 1870年          | 1876年          |
| 中區     | 辛辛那提紅人 Cincinnati Reds        | 俄亥俄州辛辛那提 Cincinnati, Ohio              | 大美國球場 Great American Ball Park              | 草地球場     | 39°5′51″N 84°30′24″W / 39.09750°N 84.50667°W              | 1882年          | 1890年          |
| 中區     | 密爾瓦基釀酒人 Milwaukee Brewers    | 威斯康辛州密爾瓦基 Milwaukee, Wisconsin        | 美國家庭球場 American Family Field               | 草地球場     | 43°1′42″N 87°58′16″W / 43.02833°N 87.97111°W              | 1969年 （美聯） | 1998年 （國聯） |
| 中區     | 匹茲堡海盜 Pittsburgh Pirates       | 賓夕法尼亞州匹茲堡 Pittsburgh, Pennsylvania    | PNC球場 PNC Park                                 | 草地球場     | 40°26′49″N 80°0′21″W / 40.44694°N 80.00583°W              | 1882年          | 1887年          |
| 中區     | 聖路易紅雀 St. Louis Cardinals      | 密蘇里州聖路易 St. Louis, Missouri             | 布希體育場 Busch Stadium                         | 草地球場     | 38°37′21″N 90°11′35″W / 38.62250°N 90.19306°W             | 1882年          | 1892年          |
| 西區     | 亞利桑那響尾蛇 Arizona Diamondbacks | 亞利桑那州鳳凰城 Phoenix, Arizona              | 大通體育場 Chase Field                           | 人工草皮球場 | 33°26′43″N 112°4′1″W / 33.44528°N 112.06694°W             | 1998年          | 1998年          |
| 西區     | 科羅拉多洛磯 Colorado Rockies       | 科羅拉多州丹佛 Denver, Colorado                | 庫爾斯球場 Coors Field                           | 草地球場     | 39°45′22″N 104°59′39″W / 39.75611°N 104.99417°W           | 1993年          | 1993年          |
| 西區     | 洛杉磯道奇 Los Angeles Dodgers      | 加利福尼亞州洛杉磯 Los Angeles, California     | 道奇體育場 Dodger Stadium                        | 草地球場     | 34°4′25″N 118°14′24″W / 34.07361°N 118.24000°W            | 1883年          | 1890年          |
| 西區     | 聖地牙哥教士 San Diego Padres       | 加利福尼亞州聖地牙哥 San Diego, California     | 沛可球場 Petco Park                              | 草地球場     | 32°42′26″N 117°9′24″W / 32.70722°N 117.15667°W            | 1969年          | 1969年          |
| 西區     | 舊金山巨人 San Francisco Giants     | 加利福尼亞州舊金山 San Francisco, California   | 甲骨文球場 Oracle Park                           | 草地球場     | 37°46′43″N 122°23′21″W / 37.77861°N 122.38917°W           | 1883年          | 1883年          |

## 賽制

### 春訓及熱身賽
每年春訓於二月中開始，春訓地點位於佛羅里達州或亞利桑那州。依春訓地點不同，三十支球隊分為二個聯盟：仙人掌聯盟和葡萄柚聯盟，進行熱身賽至三月底。

#### 葡萄柚聯盟（佛羅里達州）
葡萄柚聯盟（Grapefruit League，佛羅里達州）
美聯球隊
- 巴爾的摩金鶯（羅德岱堡球場，羅德岱堡）[13]
- 波士頓紅襪（棕櫚市公園，麥爾茲堡）[14]
- 底特律老虎（Joker Marchant球場，湖地市）[15]
- 休士頓太空人（奧西奧拉郡球場，奇士米）[16]
- 明尼蘇達雙城（漢默德球場，麥爾茲堡）[17]
- 紐約洋基（喬治·M·史坦布瑞納球場，坦帕）[18]
- 坦帕灣光芒（夏洛特運動公園，夏洛特港）[19]
- 多倫多藍鳥（頓內丁球場，頓內丁）[20]

國聯球隊
- 亞特蘭大勇士（冠軍球場，華特迪士尼世界度假區ESPN世界體育中心（英语：ESPN Wide World of Sports Complex））[21]
- 邁阿密馬林魚（羅傑·迪恩球場，朱庇特）[22]
- 紐約大都會（傳統球場，聖露西港）[23]
- 費城費城人（聰明屋球場，清水市）[24]
- 匹茲堡海盜（麥肯契尼球場，布雷登頓）[25]
- 聖路易紅雀（羅傑·迪恩球場，丘比特）[26]
- 華盛頓國民（太空海岸球場，維埃拉）[27]

#### 仙人掌聯盟（亞利桑那州）
仙人掌聯盟（Cactus League，亞利桑那州）
美聯球隊
- 芝加哥白襪（駝背牧場，格伦代尔）
- 克里夫蘭守護者（固特異球場，固特異）
- 堪薩斯市皇家（驚奇球場，驚奇市）
- 洛杉磯天使（坦帕魔鬼球場，坦帕）
- 運動家（鳳凰城市立球場，鳳凰城）
- 西雅圖水手（皮奧利亞運動園區，皮奧里亞）
- 德州遊騎兵（驚奇球場，驚奇市）

國聯球隊
- 亞利桑那響尾蛇（圖森電力公園，圖森）
- 芝加哥小熊（霍霍坎公園，梅薩）
- 辛辛那提紅人（艾德·史密斯球場，薩拉索塔）
- 科羅拉多洛磯（海·寇貝特球場，圖森）
- 洛杉磯道奇（駝背牧場，格伦代尔）
- 密爾瓦基釀酒人（瑪麗維爾球場，鳳凰城）
- 聖地牙哥教士（皮奧利亞運動園區，皮奧里亞）
- 舊金山巨人（斯科茨代爾球場，斯科茨代爾）

### 例行賽
例行賽於每年3月底或4月初展開。每支球隊在球季中要打162場比賽，初期與同一對手的交手次數則不一定，但通常來說，以所屬分區的其他球隊會最多次，從西元2023年起，由於剛好每一聯盟的同一分區的球隊數目均為五，大聯盟將賽制調整為每一球隊與同一分區的同一球隊交手場次均為13場（之前為19場），外加與同一分區的其中二支球隊的主場場次為七場，客場場次則為六場，另二支球隊則為主場六場，客場七場。同時大聯盟為了使上下半季都能讓球迷看到同一分區的所有對戰組合，因此將同一聯盟、同一分區的二支球隊彼此間的對戰組合在同一季內固定將其中二個系列賽排於上半季（明星賽前）或三到六月，另外二個系列賽則排於下半季（明星賽後）或七到十月，且在前四個月、上半季與後四個月、下半季之同一對戰組合系列賽均為一次主場、一次客場，外加每個系列賽的原定場次均設定為二至四場，除非因天候延賽，否則不會有前幾年需要連續對戰五場或以上的情況出現。
與同一聯盟不同分區的其中六支球隊在同季中則會交手六場，而且這六支球隊的組合一定是其中三支球隊屬於同一分區，另外三支球隊則屬於另一個分區，而其餘四支球隊則會在同一季中交手七場，而且這四支球隊的組合一定是其中二支球隊屬於同一分區，另外二支球隊則屬於另一個分區，在交手七場的組合中分別會有三或四場的主場與客場，而且四場主場、四場客場的賽事一定都會平均分配於這二個分區，交手六場的組合則各有三場主場與客場，該對戰組合的主場、客場除特殊情況延賽外，其餘情況均會分別於一個系列賽內結束，此部分的總場次也從66場降為64場。
從1997年開始有了跨聯盟比賽，一個球隊和另一聯盟的對手要交手12至18場。另外從2023年開始，各隊固定要與另一聯盟的對手交手46場（之前為20場），比賽不採和局制，以勝率決定分區的排名，各區勝率最高者為該區冠軍。
- 明星賽
  - 每年7月舉行國聯和美聯明星賽，由各城市輪辦。主場則依照該城市之球隊附屬聯盟決定，通常為兩聯盟輪流。2003到2016年間，哪個聯盟的明星隊獲勝，當年該聯盟冠軍享有世界大賽的主場優勢。但從2017年開始，根據新版勞資協議，改比較美聯與國聯球隊全年戰績，由戰績最佳的球隊取得世界大賽主場優勢。若世界大賽對戰的二支球隊戰績相同，則改由對戰組合較佳的隊伍獲得主場優勢，明星賽的勝隊將獲得獎金[29]。
- 分區冠軍附加賽
  - 2011年以前：若二隊並列分區第一，透過再加賽一場決定冠軍，但若加賽落敗者可參加外卡賽則不進行加賽，由對戰成績決定分區冠軍。若有三隊以上共享分區龍頭，則安排單敗淘汰賽。
  - 2012年以後：若二隊並列分區第一，透過再加賽一場決定冠軍，並以例行賽對戰成績決定主客場。
  - 若有三隊以上並列分區第一，則安排單敗淘汰賽。
- 外卡
  - 外卡（wild card）是各球團除了分區冠軍之外參加季後賽的另一途徑，2011年以前美聯和國聯各只有一張外卡，2012年起多加一張外卡進行外卡一戰驟死資格賽，勝者獲得向第一種子挑戰的權利，2022年起再多加一張外卡，把外卡一戰驟死資格賽更改為三戰二勝系列賽（高種子享有全主場），三支外卡球隊要跟第三種子（同聯盟中分區冠軍勝率最低的一支球隊）進行捉對廝殺，第六種子跟第三種子對決爭奪向第二種子挑戰的權利，第四種子跟第五種子對決爭奪向第一種子挑戰的權利。
  - 若有多隊勝率相同且無分區領先者，則以與分區冠軍附加賽相同的方式決定外卡賽的參賽權。
  - 若有多隊勝率相同但部份球隊並列分區第一，則先引用分區冠軍附加賽規則決定分區冠軍，未取得分區冠軍的球隊再以單敗淘汰賽決定外卡賽的參賽權。
- 單敗淘汰賽
  - 三隊：A、B對戰（A主場），勝者隔天在主場迎戰C，勝者晉級。參賽球隊對戰勝率較佳者先選擇位置，若對戰成績相同則抽籤決定選擇順序。
  - 四隊：A、B對戰，C、D對戰，勝者隔天對戰，勝者晉級。對戰組合和主場由抽籤決定。
  - 五隊以上：目前沒有規範。
- 同區世仇：
  - 紐約洋基對波士頓紅襪（百年世仇）
  - 洛杉磯道奇對舊金山巨人（從紐約州一路纏鬥到加州）
  - 芝加哥小熊對聖路易紅雀（Brock for Broglio）
  - 費城費城人對紐約大都會（百老匯之戰）
  - 德州遊騎兵對休士頓太空人（孤星大戰，二隊皆位於德克薩斯州，而該州別名為孤星州）

### 跨聯盟賽事
1997年為了刺激市場，大聯盟首次舉行跨聯盟比賽，當時賽程安排是兩聯盟同區球隊之間對打，2002年開始採用一種新規則決定跨聯盟比賽的對手，原則上採分區輪替制，例如2002年，美聯東區至國聯西區比賽；美聯中區至國聯東區比賽；美聯西區至國聯中區比賽，隔年輪換（主場則是一年國聯，一年美聯），但某些賽事例外（下述）。跨聯盟賽事安排於每年的六月進行。這項制度使得以往只有在春訓熱身賽和世界大賽才能碰面的球隊在季賽也有交手的機會，也製造了更多的話題。其中最受到注目的是同城市或同州的球隊，這些球隊每年均有固定的對戰進行（三場主場，三場客場）。
- 以下為跨聯盟經典對決：
  - 地鐵大戰（Subway Series）：紐約洋基對紐約大都會。得名於二隊的主場地恰好均位於地鐵站旁，球迷可以直接坐地下鐵來回球場。
  - 柑橘大戰（Citrus Series）：坦帕灣光芒對邁阿密馬林魚，因為二隊皆位在佛羅里達州，而該州盛產柑橘。
  - 風城大戰（Windy City Showdown）或跨城經典賽（Crosstown Classic）：芝加哥白襪對芝加哥小熊。芝加哥別名風城，白襪主場位於城南，小熊主場則在城北。
  - 俄亥俄盃（Ohio Cup）：克里夫蘭守護者對辛辛那提紅人，因克里夫蘭跟辛辛那提皆位在俄亥俄州。
  - 高速公路大戰（Freeway Series）：洛杉磯天使對洛杉磯道奇，二座球場均在高速公路旁，以5號州際公路相連。
  - 70號州際公路大戰（I-70 Series）或索證之戰（Show me series）：堪薩斯市皇家對聖路易紅雀，堪薩斯市與聖路易皆位在密蘇里州，該州暱稱為索證州（The Show Me State），二城以70號州際公路相連。
  - 94號州際公路大戰（I-94 Series）或邊框大戰（Border Series）：明尼蘇達雙城對密爾瓦基釀酒人，二城以94號州際公路相連。
  - 首都外環高速公路大戰（Beltway Series）：巴爾的摩金鶯對華盛頓國民，馬里蘭州巴爾的摩金鶯主場跟美國首都華盛頓哥倫比亞特區國民主場都位於鄰近。
  - 元老大戰：底特律老虎對匹茲堡海盜。

2013年球季開始，除每週一與四之外，每天均有跨聯盟比賽。因賽程的緣故，有些跨聯盟比賽從三連戰縮短成二連戰。
2023年球季開始，大聯盟為了刺激市場與增加各隊之間的競爭性，因而再次增加跨聯盟賽程的場次數量，並取消原本週一與週四不排跨聯盟比賽的細則，從此年起，各隊每年均會與不同聯盟的球隊進行46場賽事（先前為20場），在這其中會與大聯盟的所有不同聯盟的球隊至少交手一次，當中又均會固定與同區但不同聯盟的某一相同球隊進行二場客場、二場主場，共四場賽事，跟不同聯盟的其餘十四隊則在同一年當中僅會於其中一方的主場進行一組三場賽事的系列賽，在跟不同聯盟的其餘十四隊的組合當中，每一球隊均會與同分區不同聯盟的四支球隊的其中二支球隊進行三場客場賽事，而與同分區不同聯盟的另外二支球隊進行三場主場賽事，隔年輪換（主場則是一年美聯，一年國聯），另外與不同分區且不同聯盟的十支球隊的其中五支球隊進行三場客場賽事，而與另外五支球隊進行三場主場賽事，在跟這十支球隊的組合當中，一定是跟其中一個分區的三支球隊打三場主場的一組系列賽，而跟前述同一分區的另外二支球隊打三場客場的一組系列賽，又跟另一個不同聯盟的不同分區的三支球隊打三場客場的一組系列賽，而跟前述同一分區的另外二支球隊打三場主場的一組系列賽（範例：美聯中區的球隊除了會跟符合以下組合的某一國聯中區的球隊在同一年內進行二場客場、二場主場的二組共四場的系列賽之外，同時還會跟國聯中區的另外四支球隊當中的二支球隊進行三場客場系列賽，也會在同一季中跟國聯中區的剩下二支球隊進行三場主場系列賽，外加會在同一季中跟國聯西區的其中二（或三）支球隊進行三場主場的系列賽，在同一季中跟國聯東區的其中三（或二）支球隊進行三場客場系列賽），前述對戰組合同樣會在隔年輪換（主場同樣是一年美聯，一年國聯），藉此來達成觀眾在同一球場的部分至少每二年都可看到所有球隊進場與這座球場的主隊進行比賽一次的願望，這些彼此會在同一年內進行四場對戰賽事的組合如下：
東區：
- 紐約洋基對紐約大都會的地鐵大戰（Subway Series）。
- 波士頓紅襪對亞特蘭大勇士。
- 巴爾的摩金鶯對華盛頓國民的首都外環高速公路大戰（Beltway Series）。
- 坦帕灣光芒對邁阿密馬林魚的柑橘大戰（Citrus Series）。
- 多倫多藍鳥對費城費城人。

中區：
- 底特律老虎對匹茲堡海盜的元老大戰。
- 克里夫蘭守護者對辛辛那提紅人的俄亥俄盃（Ohio Cup）。
- 明尼蘇達雙城對密爾瓦基釀酒人的94號州際公路大戰（I-94 Series）。
- 芝加哥白襪對芝加哥小熊的風城大戰（Windy City Showdown）。
- 堪薩斯市皇家對聖路易紅雀的70號州際公路大戰（I-70 Series）。

西區：
- 西雅圖水手與聖地牙哥教士。
- 運動家對舊金山巨人。
- 洛杉磯天使對洛杉磯道奇的高速公路大戰（Freeway Series）。
- 德州遊騎兵對亞利桑那響尾蛇。
- 休士頓太空人對科羅拉多洛磯。

2025年球季開始，大聯盟為了刺激市場與增加世仇球隊之間的競爭性，因而再次增加與同區同區但不同聯盟的某一固定球隊（也就是前段列出的所有組合）的場次數量，從原本二場主場、二場客場，增加為三場主場、三場客場，使單季跨聯盟場次數量由46增為48場，並將單一球隊與同聯盟但不同分區的場次數量由64場降為62場。

### 季後賽
| 世界大賽記錄                                                  |          |          |                    |
| 隊伍                                                          | 奪冠次數 | 上次奪冠 | 參賽次數           |
| 紐約洋基 (AL) †                                               | 27       | 2009     | 41                 |
| 聖路易紅雀 (NL)                                               | 11       | 2011     | 19                 |
| 運動家 (AL) †                                                 | 9        | 1989     | 14                 |
| 波士頓紅襪 (AL) †                                             | 9        | 2018     | 13                 |
| 舊金山巨人 (NL) †                                             | 8        | 2014     | 20                 |
| 洛杉磯道奇 (NL) †                                             | 8        | 2024     | 22                 |
| 辛辛那提紅人 (NL)                                             | 5        | 1990     | 9                  |
| 匹茲堡海盜 (NL)                                               | 5        | 1979     | 7                  |
| 亞特蘭大勇士 (NL) †                                           | 4        | 2021     | 10                 |
| 底特律老虎 (AL)                                               | 4        | 1984     | 11                 |
| 芝加哥小熊 (NL)                                               | 3        | 2016     | 11                 |
| 巴爾的摩金鶯 (AL) †                                           | 3        | 1983     | 7                  |
| 明尼蘇達雙城 (AL) †                                           | 3        | 1991     | 6                  |
| 芝加哥白襪 (AL)                                               | 3        | 2005     | 5                  |
| 費城費城人 (NL)                                               | 2        | 2008     | 8                  |
| 克里夫蘭守護者 (AL)                                           | 2        | 1948     | 6                  |
| 紐約大都會 (NL)                                               | 2        | 1986     | 5                  |
| 堪薩斯市皇家 (AL)                                             | 2        | 2015     | 4                  |
| 多倫多藍鳥 (AL)                                               | 2        | 1993     | 2                  |
| 邁阿密馬林魚 (NL) †                                           | 2        | 2003     | 2                  |
| 休士頓太空人 (NL→AL, 2013) †                                  | 2 [AL]   | 2022     | 5 (1 [NL ], 4[AL]) |
| 德州遊騎兵 (AL) †                                             | 1        | 2023     | 3                  |
| 亞利桑那響尾蛇 (NL)                                           | 1        | 2001     | 2                  |
| 洛杉磯天使 (AL) †                                             | 1        | 2002     | 1                  |
| 華盛頓國民 (NL) †                                             | 1        | 2019     | 1                  |
| 聖地牙哥教士 (NL)                                             | 0        |          | 2                  |
| 坦帕灣光芒 (AL) †                                             | 0        |          | 2                  |
| 密爾瓦基釀酒人 (AL→NL, 1998) †                                | 0        |          | 1 [AL]             |
| 科羅拉多洛磯 (NL)                                             | 0        |          | 1                  |
| ‡ 西雅圖水手 (AL)                                             | 0        |          | 0                  |
| AL=美國聯盟 NL=國家聯盟                                       |          |          |                    |
| † 曾代表其他城市或使用另一隊伍名稱 (詳見該隊條目)             |          |          |                    |
| ‡ 從未進入世界大賽                                            |          |          |                    |
| 詳細請參閱世界大賽條目 Source: MLB.com （页面存档备份，存于） |          |          |                    |

季後賽每年十月例行賽結束後舉行，由二聯盟各區（東、西、中三區）冠軍及其聯盟中除分區冠軍外及各聯盟最佳勝率前三名者（外卡）參加，共計十二隊。
季後賽採淘汰制，四輪的名稱分別為：外卡系列賽、分區系列賽、聯盟冠軍賽和世界大賽。
外卡系列賽為三戰二勝，分區系列賽五戰三勝，之後聯盟冠軍賽與世界大賽則為七戰四勝制。對手分配採下列規則：
- 二聯盟分開，因此最後的決賽（即世界大賽）一定是由一支國聯和一支美聯球隊交手。
- 分區賽是由戰績第一及第二名的分區冠軍對上二支外卡系列賽的勝隊（第一名配戰績較差者，第二名則配戰績較佳者）。
- 交戰對手戰績較佳者享有主場優勢，同聯盟中外卡隊與分區冠軍的對戰組合中不論戰績均沒有主場優勢。
- 世界大賽的主場過去是二個聯盟輪流，2003到2016年間，哪個聯盟在明星賽獲勝，當年該聯盟冠軍享有世界大賽的主場優勢。從2017年開始，改成例行賽戰績較佳的聯盟冠軍享有主場優勢。

## 各項制度

### 指定打擊
美國聯盟在1973年開始採行指定打擊（Designated Hitter，簡稱：DH）制度，美國聯盟的投手不需要下場打擊，國家聯盟則一直保持投手需上場打擊，而通常投手會排在第九棒。以歷年的數據看來，國家聯盟由於投手必須打擊，平均打擊率會比美聯低，平均防禦率也比較低。當兩聯盟隊伍交戰時（春訓熱身賽、跨聯盟比賽、明星賽或世界大賽），主場屬於哪一個聯盟就採用哪一種規則。
自2022年起，國家聯盟全面採用指定打擊制度。

### 選秀
| 1965年起的選秀狀元 |                   |          |                        |
| 年度               | 球員姓名          | 位置     | 所屬球隊               |
| 2025年             | Eli Willits       | 游擊手   | 華盛頓國民             |
| 2024年             | Travis Bazzana    | 二壘手   | 克里夫蘭守護者         |
| 2023年             | Paul Skenes       | 投手     | 匹茲堡海盜             |
| 2022年             | Jackson Holliday  | 游擊手   | 巴爾的摩金鶯           |
| 2021年             | Henry Davis       | 捕手     | 匹茲堡海盜             |
| 2020年             | Spencer Torkelson | 三壘手   | 底特律老虎             |
| 2019年             | Adley Rutschman   | 捕手     | 巴爾的摩金鶯           |
| 2018年             | Casey Mize        | 投手     | 底特律老虎             |
| 2017年             | Royce Lewis       | 游擊手   | 明尼蘇達雙城           |
| 2016年             | Mickey Moniak     | 外野手   | 費城費城人             |
| 2015年             | 丹斯比·史瓦森     | 游擊手   | 亞利桑那響尾蛇(現小熊) |
| 2014年             | Brady Aiken       | 投手     | 休士頓太空人           |
| 2013年             | 馬克·艾佩爾       | 投手     | 休士頓太空人(現費城人) |
| 2012年             | 卡洛斯·柯瑞亞     | 游擊手   | 休士頓太空人(現雙城)   |
| 2011年             | 格里特·柯爾       | 投手     | 匹茲堡海盜(現洋基)     |
| 2010年             | 布萊斯·哈波       | 捕手     | 華盛頓國民(現費城人)   |
| 2009年             | 史蒂芬·史特拉斯堡 | 投手     | 華盛頓國民             |
| 2008年             | 提姆·貝克漢       | 游擊手   | 坦帕灣光芒(現雙城)     |
| 2007年             | 大衛·普萊斯       | 投手     | 坦帕灣魔鬼魚(現道奇)   |
| 2006年             | Luke Hochevar     | 投手     | 堪薩斯市皇家           |
| 2005年             | 賈斯汀·厄普頓     | 外野手   | 亞利桑那響尾蛇         |
| 2004年             | 馬修·布許         | 游擊手   | 聖地牙哥教士           |
| 2003年             | Delmon Young      | 右外野手 | 坦帕灣魔鬼魚           |
| 2002年             | Bryan Bullington  | 投手     | 匹茲堡海盜             |
| 2001年             | 喬·莫爾           | 捕手     | 明尼蘇達雙城           |
| 2000年             | 艾德里安·岡薩雷斯 | 一壘手   | 佛羅里達馬林魚         |
| 1999年             | 喬許·漢米爾頓     | 外野手   | 坦帕灣魔鬼魚           |
| 1998年             | Pat Burrell       | 外野手   | 費城費城人             |
| 1997年             | 麥特·安德森       | 投手     | 底特律老虎             |
| 1996年             | Kris Benson       | 投手     | 匹茲堡海盜             |
| 1995年             | Darin Erstad      | 外野手   | 加利福尼亞天使         |
| 1994年             | 保羅·威爾森       | 投手     | 紐約大都會             |
| 1993年             | 艾力士·羅德里奎茲 | 游擊手   | 西雅圖水手             |
| 1992年             | Phil Nevin        | 三壘手   | 休士頓太空人           |
| 1991年             | Brien Taylor      | 投手     | 紐約洋基               |
| 1990年             | 奇伯·瓊斯         | 游擊手   | 亞特蘭大勇士           |
| 1989年             | Ben McDonald      | 投手     | 巴爾的摩金鶯           |
| 1988年             | Andy Benes        | 投手     | 聖地牙哥教士           |
| 1987年             | 小肯·葛瑞菲       | 外野手   | 西雅圖水手             |
| 1986年             | Jeff King         | 內野手   | 匹茲堡海盜             |
| 1985年             | B.J. Surhoff      | 捕手     | 密爾瓦基釀酒人         |
| 1984年             | Shawn Abner       | 外野手   | 紐約大都會             |
| 1983年             | Tim Belcher       | 投手     | 明尼蘇達雙城           |
| 1982年             | Shawon Dunston    | 游擊手   | 芝加哥小熊             |
| 1981年             | Mike Moore        | 投手     | 西雅圖水手             |
| 1980年             | 達里爾·斯塔比雷   | 外野手   | 紐約大都會             |
| 1979年             | Al Chambers       | 外野手   | 西雅圖水手             |
| 1978年             | Bob Horner        | 三壘手   | 亞特蘭大勇士           |
| 1977年             | Harold Baines     | 外野手   | 芝加哥白襪             |
| 1976年             | Floyd Bannister   | 投手     | 休士頓太空人           |
| 1975年             | 丹尼·古德溫       | 捕手     | 加利福尼亞天使         |
| 1974年             | Bill Almon        | 內野手   | 聖地牙哥教士           |
| 1973年             | David Clyde       | 投手     | 德州遊騎兵             |
| 1972年             | Dave Roberts      | 內野手   | 聖地牙哥教士           |
| 1971年             | 丹尼·古德溫       | 捕手     | 芝加哥白襪             |
| 1970年             | Mike Ivie         | 捕手     | 聖地牙哥教士           |
| 1969年             | Jeff Burroughs    | 外野手   | 華盛頓參議員           |
| 1968年             | Tim Foli          | 內野手   | 紐約大都會             |
| 1967年             | Ron Blomberg      | 一壘手   | 紐約洋基               |
| 1966年             | Steve Chilcott    | 捕手     | 紐約大都會             |
| 1965年             | Rick Monday       | 捕手     | 堪薩斯市運動家和其他   |

美國職棒每年在6月份的第一個禮拜二舉行業餘（Amateur）選秀，官方的正式名稱為第一年球員選秀（First-Year Player Draft），又稱規則四選秀（Rule 4 draft）。選秀一共進行50輪，而從2005年開始，選秀順位完全依照球隊勝率來決定（以往必須要國聯和美聯球隊穿插），由選秀首日時當季勝率最低的球隊開始選起，依序直到勝率最高的球隊。
選秀會將有兩天時間可以進行，但聯盟也有排定第三天的時程以備不時之需。第一天通常進行20輪，剩下的30輪則留到第二天再進行。輪到的球隊有2分鐘的時間可以考慮，接下來球探一般會馬上撥電話通知被選上的球員，而球隊有15天的時間可以單獨跟球員簽約，如果球隊沒能在15天內簽下該球員，球員即取得自由球員資格，如果高中球員選擇進入4年制大學，則球隊在球員到校上課前都還保有簽約權利。如果球員選擇進入2年制大學，則球員在隔年選秀權的前一周，球隊都可以簽約，這個方式稱為「Draft-and-Follow」程序，這個做法的好處是球隊可以多觀察一個球員幾乎多出一年，使得有些球隊特別喜愛在選秀後半段選擇2年制大學的球員。
目前業餘選秀尚不是世界選秀，僅具有美國、加拿大以及美國屬地居民資格的球員，其中屬地以波多黎各的球員為大宗，而以上居民需要透過這項選秀，臺灣、日本、南韓以及中南美洲等等其他各地的球員不在此限，各隊可以自由簽約。
每年12月進行的選秀，稱規則五選秀。大聯盟各球隊，可以挑選小聯盟中其他球隊的球員。被挑中的球員，整球季將被登錄在25人出賽名單；若在大聯盟出賽時間短於規定，必須歸還給原來球隊。這個規則主要在於防止太多年輕球員在小聯盟中無法出頭。

### 球員交易
- 每年7月30日之前，球隊間談好條件，球員即可交易，無需經過讓渡。
- 8月1日至8月31日之間，母隊須將要交易出去的球員移出40人名單，進入讓渡（waiver）名單，讓其他球隊來撿人（claim），撿人依球隊戰績排名，戰績較差的有優先權。讓渡期限是72小時，時限內一旦球員被其他球隊撿走，母隊可以作三種選擇：無條件放人、交易或收回交易，將球員放回40人名單中。72小時後，若球員沒被其他球隊撿走，母隊方有權對球員做出任何異動，包含：下放小聯盟、釋出成為自由球員、交易或繼續留在25人名單中。

### 9月擴編（September Callup）
9月1日至季賽結束，在大聯盟四十人名單當中的球員可參與大聯盟季賽。這項制度主要給予各球團更大的彈性空間使用球員，已取得季後賽門票的球隊可利用擴編名單調節主力體力，有機會進軍季後賽的球隊則可使用更多球員爭取勝績，最重要的是各球團可利用機會觀察潛力新秀。通常球團會將潛力新秀調入四十人名單，讓其在這個月吸收大聯盟經驗，為來年作準備。

### 年度個人獎
- 賽揚獎
- 漢克阿倫獎
- MVP
- 金手套獎
- 年度最佳教練獎
- 年度最佳新人獎
- 年度最佳救援投手
- 銀棒獎
- 東山再起獎

## 佚聞
- 貝比魯斯魔咒：波士頓紅襪，已於2004年破解
- 黑襪事件報應：芝加哥白襪，已於2005年結束
- 百年山羊魔咒：芝加哥小熊，已於2016年破解
- 二戰時期，美軍與德軍作戰，美軍經常利用對方對於美國職棒的了解，來辨認敵我。

## 相關連結
- 棒球
- 職業棒球
- 世界大賽
- 美日明星賽
- 小聯盟系統
- 黑人聯盟
- 女子聯盟
- 重要球員
- 棒球名人堂
- 旅美棒球選手
- 特殊紀錄
- 棒球數據
- 年度重要日期
- 冬季會議
- 大聯盟主席
- 球員工會
- 薪資協定
- 黑襪事件
- Statcast

## 註解
1. ↑  由於佛羅里達州盛產葡萄柚，故稱葡萄柚聯盟；而亞利桑那州以仙人掌著稱，故稱仙人掌聯盟。

## 外部連結
- 官方网站
- MLB的Facebook專頁
- MLB的Instagram帳戶
- MLB的X（前Twitter）
- YouTube上的MLB頻道
- 美國職業棒球大聯盟的新浪微博
- MLB Taiwan 美國職棒大聯盟的Facebook專頁
- MLB Taiwan的Instagram帳戶
- 美國職棒大聯盟 - 台灣棒球維基館 （页面存档备份，存于）
- Baseball-Reference （页面存档备份，存于）（英文）
- BaseballProspectus （页面存档备份，存于）（英文）
- BaseballAmerica （页面存档备份，存于）（英文）
- RetroSheet （页面存档备份，存于）（英文）